# Mose Allison
Mose John Allison (Tippo, 11 novembre 1927 – Hilton Head, 15 novembre 2016) è stato un pianista e cantante statunitense, di musica jazz e blues.
Fu uno dei maggiori jazzisti statunitensi.

## Biografia
Nato in Mississippi, si trasferì a New York nel 1956 per iniziare la sua carriera nel mondo del jazz. Si esibì con Stan Getz, Gerry Mulligan, Al Cohn, Zoot Sims, Phil Woods, mentre nel 1957 pubblicò il suo primo album discografico. Il suo pezzo più famoso è Parchman Farm, ma lasciò ai posteri un incredibile catalogo musicale di oltre 150 brani, archivio a cui hanno attinto gruppi come gli Who, le Bangles, i Clash e personaggi come Elvis Costello e Van Morrison.
Laureato in arte e filosofia servì l'esercito per due anni. Nel 1958, a trent'anni, formò un trio insieme a Addison Farmer e Nick Stabulas. La rivista Jet pensava fosse nero, perché cantava blues. Dal 2006 Allison è nella Long Island Music Hall of Fame, e nel 2013 gli venne conferita la più alta onorificenza nel mondo del jazz dal National Endowment for the Arts con una cerimonia ufficiale al Lincol Center. "Quello che posso dire è che ha saputo come costruire la sua felicità" ebbe a dire la moglie.
Mose Allison morì a quasi novant'anni per cause naturali nella sua casa in South Carolina.

## Discografia
- 1957 - Back Country Suite (Prestige Records, PRLP-7091)
- 1958 - Local Color (Prestige Records, PRLP-7121)
- 1958 - Young Man Mose (Prestige Records, PRLP-7137)
- 1959 - Creek Bank (Prestige Records, PRLP-7152)
- 1960 - Transfiguration of Hiram Brown (Columbia Records, CL 1444/CS 8240)
- 1961 - I Love the Life I Live (Columbia Records, CL 1565/CS 8365)
- 1961 - Autumn Song (Prestige Records, PRLP-7189)
- 1962 - Ramblin' with Mose (Prestige Records, PRLP-7215)
- 1962 - I Don't Worry About a Thing (Atlantic Records, LP/SD 1389)
- 1962 - Takes to the Hills (Epic Records, LA 16031/BA 17031) pubblicato anche con i titoli: Sings and Plays e V-8 Ford Blues
- 1963 - Swingin' Machine (Atlantic Records, LP/SD 1398)
- 1963 - Mose Allison Sings (Prestige Records, PRLP/PRST-7279) Raccolta
- 1964 - The Word from Mose (Atlantic Records, LP/SD 1424)
- 1965 - Down Home Piano (Prestige Records, PRLP/PRST-7423) Raccolta
- 1966 - Mose Alive! (Atlantic Records, LP/SD 1450) Live
- 1966 - Mose Allison Plays for Lovers (Prestige Records, PRLP/PRST-7446) Raccolta
- 1966 - Wild Man on the Loose (Atlantic Records, LP/SD 1456)
- 1968 - Mose Goes (Odyssey Records, 32160294) riedizione di The Transfiguration of Hiram Brown
- 1968 - I've Been Doin' Some Thinkin' (Atlantic Records, SD 1511)
- 1970 - The Best of Mose Allison (Atlantic Records, SD 1542) Raccolta
- 1970 - ..Hello There, Universe (Atlantic Records, SD 1550)
- 1971 - Retrospective (Columbia Records, C 30564)
- 1971 - Western Man (Atlantic Records, SD 1584)
- 1972 - Mose Allison (Prestige Records, 24002) 2 LP,
- 1972 - Mose in Your Ear (Atlantic Records, SD 1627) Live
- 1976 - Your Mind Is on Vacation (Atlantic Records, SD 1691)
- 1979 - Ol' Devil Mose (Prestige Records, ?) Raccolta
- 1982 - Middle Class White Boy (Elektra Musician Records, E1-60125)
- 1983 - Lessons in Living (Elektra Musician Records, 60237-1) Live
- 1987 - Ever Since the World Ended (Blue Note Records, BLJ-48015)
- 1990 - My Backyard (Blue Note Records, CDP 7 93840 2)
- 1990 - At His Best (JCI Records, JCD-3651) Raccolta
- 1993 - The Earth Wants You (Blue Note Records, CDP 7243 8 27640 2 1) Live
- 1994 - Pure Moses (Ram Records, R-81001) Live
- 1994 - Allison Wonderland: The Mose Allison Anthology (Rhino Records, R2 71689) Raccolta
- 1994 - High Jinks! (Columbia Records, J3K 64275) Raccolta, 3 CD pubblicazione: giugno 1994
- 1997 - Jazz Profile (Blue Note Records, 7243 8 55320 2 1) Raccolta
- 1997 - Original Jazz Classics Collection: Mose Allison (Original Jazz Classics Records, OJCX 009) Raccolta
- 1998 - The Sage of Tippo (32 Jazz Records, 32068) Raccolta, 2 CD
- 1998 - Gimcracks and Gewgaws (Blue Note Records, 7243 8 23211 2 5)
- 2001 - The Mose Chronicles - Live in London, Volume 1 (Blue Note Records, 7243 5 297472 2 6) Live
- 2001 - The Mose Chronicles - Live in London, Volume 2 (Blue Note Records, 7243 5 29748 2 5) Live
- 2010 - The Way of the World (Anti Records, 87059-2)